# Университет Поля Сезанна
Университет Поля Сезанна Экс-Марсель III — один из четырёх французских университетов, относящихся к академии Экс-Марсель. Расположен в регионе Прованс-Альпы-Лазурный берег. Вместе с университетами Экс-Марсель I и II образует университетское объединение Университет Экс-Марсель (объединение университетов произошло в 2012 году).

## Факультеты
- Права и политических наук
- Прикладной экономики
- Науки и техники
- Институт администрации предприятий
- Институтский отдел регионального управления
- Институт французского языка для иностранцев
- Институт общественного и федерального управления
- Университетский институт технологии